# سيدني سميث
الأميرال السير وليم سيدني سميث (21 يونيو 1764 ـ 26 مايو 1840) هو ضابط بالبحرية الملكية البريطانية. شارك في الحربين الثورتين الأمريكية والفرنسية، وارتقى لاحقًا إلى رتبة أميرال. قال عنه نابليون بونابرت في أخريات أيامه «لقد ضيّع عليّ قدري هذا الرجل».
انتُخب زميلًا للجمعية الملكية في يونيو 1811، وتوفي بالسكتة الدماغية في باريس في 26 مايو 1840 ودُفن إلى جوار زوجته كارولين في مقبرة بير لاشيز.

## روابط خارجية
- سيدني سميث على موقع الموسوعة البريطانية (الإنجليزية)